# Christendom in het Midden-Oosten
Het christendom in het Midden-Oosten is traditioneel verdeeld over een groot aantal kerken en stromingen. In 1900 was 13% van de bevolking in het Midden-Oosten Christen, in 2024 was dit percentage gedaald naar 4,2%.

## Geschiedenis
Het christendom vindt zijn oorsprong in het Midden-Oosten, van waar het zich vooral in westelijke richting heeft verspreid. Na de opkomst van de islam vanaf de 7e eeuw werden  christenen een minderheid in deze regio. Aan het einde van de zevende eeuw hebben de Arabieren het hele zuidelijke gedeelte van de Middellandse zee, waaronder Egypte, Libië en Ifriqiya, het huidige Tunesië, veroverd. De aanvankelijk christelijke bevolking van deze gebieden ging geleidelijk grotendeels, al of niet onder dwang, over tot de islam. Klein-Azië bleef nog lang christelijk, de val van Constantinopel in 1453 betekende het einde van het christelijke Byzantijnse Rijk en daarmee verminderde de macht en navolging van de Grieks-Orthodoxe Kerk. Het christendom bleef echter een godsdienst van belang in het Midden-Oosten, zeker tot in de 20e eeuw. De christenen zijn er verdeeld over een groot aantal kerken, stromingen, denominaties en sekten: talrijke protestantse groepen (luthersen, evangelischen, charismatischen), rooms-katholieken, Grieks-orthodoxen, Syrisch-orthodoxen, en Armeense christenen.
Het percentage christenen in sommige landen van het Midden-Oosten waaronder Turkije neemt af door veranderde migratiepatronen. Aan de andere kant zijn veel arbeidsmigranten in de Golfstaten christenen, afkomstig uit onder meer de Filipijnen. Met restricties mogen zij hun geloof belijden. Evangelisatie is streng verboden.
De meeste christenen in het Midden-Oosten behoren tot 'etnische' kerken, dat wil zeggen: etnische minderheden waarvan de kerk synoniem is met een eigen cultuur. Bijvoorbeeld: Arameeërs, Chaldeeërs, Assyriërs, kopten en Armeniërs. Palestijnse christenen, Maronieten en Grieks-Orthodoxen in het Midden-Oosten zijn veelal etnische Arameeërs. 

## Volgelingen
| Kerk                | Syrië       | Libanon   | Turkije | Irak    | Iran    | Jordanië | Egypte     |
| ------------------- | ----------- | --------- | ------- | ------- | ------- | -------- | ---------- |
| Armeens Orthodoxen  | 70.000      | 70.000    | 60.000  | 20.000  | 100.000 | 3.000    | 6.000      |
| Syrisch-Orthodoxen  | 900.000     | 100.000   | 15.000  | 900.000 | 80.000  | 150.000  | geen       |
| Grieks-orthodoxen   | 1,1 miljoen | 350.000   | 4.000   | geen    | geen    | onbekend | 40.000     |
| Kopten              | geen        | geen      | geen    | geen    | geen    | geen     | 10 miljoen |
| Maronieten          | 52.000      | 1 miljoen | geen    | geen    | geen    | 1.000    | geen       |
| oosters katholieken | 400.000     | 500.000   | 16.000  | 60.000  | 8.000   | 30.000   | 2.000      |
| totaal              | 2.522.000   | 2.020.000 | 95.000  | 980.000 | 180.000 | 185.00   | 10.048.000 |

De Assyriërs zijn verdeeld in vele kerkgenootschappen. Dit heeft mogelijk hun afname in Irak versneld aangezien zij daardoor niet in staat zijn gemeenschappelijk een tegenwicht te  bieden ten opzichte van de andere etnische/religieuze gemeenschappen in Irak.

### Egypte
Egypte is het land in het Midden-Oosten met de grootste christelijke minderheid, zowel in percentage, als in absolute zin. De grootste groep christenen vormen de kopten. Volgens de Egyptische overheid is 8% (ruim 3 miljoen) van de Egyptenaren kopt. De Koptisch-Orthodoxe Kerk - de grootste, maar niet de enige Egyptische christelijke kerk - beweert op basis van haar doopregisters tot wel 11 miljoen levende aanhangers (23% tot 27%) te hebben. Onpartijdige deskundigen schatten het aantal christelijke kopten in het land op 7–8 miljoen (17%). Het merendeel van hen behoort tot de miafysitische Koptisch-Orthodoxe Kerk, terwijl circa 160.000 kopten behoren tot de Koptisch-Katholieke Kerk die geünieerd is met de Rooms-Katholieke Kerk.

### Israël en de Palestijnse Gebieden
In de Palestijnse Gebieden is het aantal christenen gedaald terwijl het in Israël groeide.  In alle Palestijnse gebieden bij elkaar wonen circa 50.000 christenen. Het aantal dat in Gaza woont wordt geschat op 1500 tot 3000. Tienduizenden Palestijnse christenen wonen in steden als Sydney, Berlijn, Santiago, Detroit en Toronto.
Israël is het enige land in het Midden-Oosten waar de christelijke bevolking sinds 1948 gegroeid is. De groei bedraagt meer dan 400 procent. Niet-Arabische christenen, zoals de Russische christenen die naar Israël immigreerden als huwelijkspartners van Joden, zijn daarbij inbegrepen. De christenen in Israël zijn in grote meerderheid Aramees. Israel is sinds september 2014 het eerste land in het Midden-Oosten dat de Aramese taal en identiteit officieel erkent.

### Libanon
De meerderheid van de christenen behoort tot de Maronitische Kerk. De Maronieten maken circa 20% van de bevolking uit. Ten gevolge van emigratie is het aandeel in het totaal van de bevolking gedurende de laatste 60 jaar voortdurend afgenomen. De oosters-orthodoxen, behorend tot het Patriarchaat van Antiochië, zijn in aantal de tweede grootste christelijke groepering en maken een kleine 10% van de bevolking uit. Ze worden gevolgd door de Melkitisch katholieken waartoe 4% van de bevolking behoort.

### Syrië

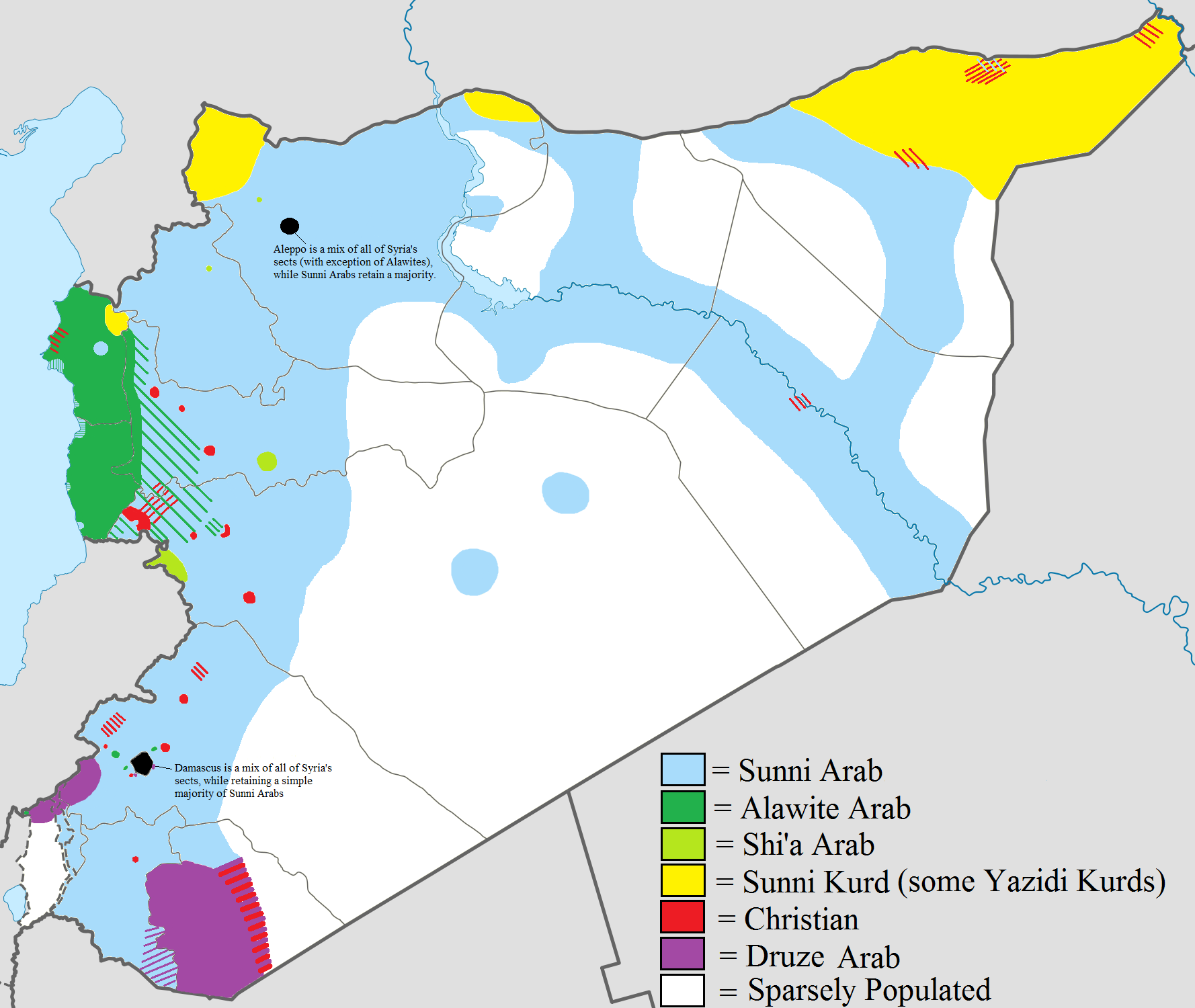
Syrische christenen wonen in het westen en noorden van Syrië

Het Syrische christendom is verdeeld in twee stromingen. Enerzijds is er het Oost-Syrische christendom, voornamelijk in Mesopotamië, anderzijds het West-Syrische.
De West-Syrische traditie is historisch verbonden aan de Syrisch-Orthodoxe Kerk van Antiochië, de Maronitische Kerk, alsmede de Malankara Jacobitisch-Syrisch-Christelijke Kerk in India. De Oost-Syrische traditie wordt gebruikt in de Assyrische Kerk van het Oosten en de Chaldeeuws-Katholieke Kerk, alsmede de Syro-Malabar-Katholieke Kerk in India. De burgeroorlog in Syrië heeft gemaakt dat veel christenen op de vlucht zijn geslagen.
De stad Al-Qamishli is veelal in het nieuws gekomen in 2015/2016 door meerdere aanslagen op de Aramese christenen in de stad die behoren tot de Syrisch-Orthodoxe Kerk.

### Irak

Iraakse christenen wonen in het noorden (Iraaks Koerdistan) en de grote steden van Irak

Het christendom in Irak dateert uit de eerste eeuwen na Christus. Christenen in Irak zijn in te delen in:
- Chaldeeuws-Katholieke Kerk
- Assyrische Kerk van het Oosten.
- Oude Kerk van het Oosten
- Syrisch-Orthodoxe Kerk van Antiochië
- Armeens-Apostolische Kerk

In 1933 vond in het noorden van het land de genocide van Simele plaats. Het Irakese leger vernietigde tientallen christelijke Assyrische dorpen en vermoordt daarbij duizenden Assyriërs. Het aantal christenen in Irak bedraagt in 2012 minder dan een half miljoen personen. Exacte cijfers zijn niet bekend. Sinds de veiligheid in het land instortte na de val van het regime van Saddam Hoessein in 2003, toen er nog 1,3 miljoen christenen in het land woonden, is hun aantal drastisch afgenomen. Ze hebben vaak een toevlucht gezocht in westerse landen. Een deel is gevlucht naar Noord-Irak, waar het relatief veiliger is.

### Turkije
De christenen in Turkije maken deel uit van verschillende stromingen, waarvan de grootste de Syrisch-orthodoxe is, gevolgd door de Grieks- en Armeens-orthodoxe. Daarnaast zijn er ook al enkele honderden jaren katholieke en protestantse gemeenschappen in Turkije, die met name aanhang hebben in Istanbul en langs de zogeheten Turkse Rivièra. Aan het eind van de 19e eeuw was zo'n 25% van de bevolking van het Ottomaanse Rijk christelijk. Het percentage christenen slonk in de eerste decennia van de 20e eeuw snel; door het verlies van (voornamelijk) christelijke gebieden op de Balkan, de miljoenen islamitische vluchtelingen die naar Anatolië toestroomden uit Oost-Europa, en de latere bevolkingsuitwisseling met Griekenland. Sinds het eind van de 20e eeuw groeit het aantal christenen weer ten gevolge van de tienduizenden West-Europese gepensioneerden die een woning aan de Turkse kust hebben betrokken.
Turkse christenen hebben over het algemeen meer vrijheden dan christenen in landen als Egypte en Irak. Toch ligt ook hier de verhouding tussen christenen en moslims soms gevoelig. In 2008 hebben Turkse sociologen een door de Europese Unie gefinancierd onderzoek uitgevoerd naar de algemene visie van Turken op hun christelijke landgenoten. Meer dan een derde van alle ondervraagde Turkse moslims wilde absoluut geen christenen als buren, terwijl meer dan vijftig procent er ernstige bezwaren tegen had dat christenen uiting gaven aan hun geloof in publicaties of tijdens openbare bijeenkomsten. Vergelijkbare meningen werden over moslims gevonden in sommige christelijke lidstaten van de unie.
Op grond van besluiten van het Turkse constitutionele gerechtshof moest in 1970 het priesterseminarie van de Armeense christenen in Üsküdarden zijn onderwijs staken en in de zomer van 1971 moest het in 1844 opgerichte Grieks-orthodoxe priesterseminarie van Halki voorgoed de deuren sluiten. Het tot het UNESCO-wereldcultuurerfgoed behorende klooster Mor Gabriel, een van de oudste christelijke kloosters ter wereld, werd in 2008 met sluiting bedreigd.

## Exodus uit het Midden-Oosten
Het percentage christenen in het Midden-Oosten neemt sinds het begin van de 20e eeuw sterk af. In Turkije, Irak en de Palestijnse gebieden is het christendom bijna verdwenen, terwijl het in Libanon en Jordanië is gehalveerd.
Het grondgebied van het huidige Turkije telde in 1914 -een jaar voor het begin van de Armeense Genocide- bijna 3 miljoen christenen (18,31 procent van de bevolking). In 1927 was dat aantal afgenomen tot 258.000 (1,89 procent). Nu zijn er naar schatting nog 100.000 christenen in het land, nog 0,2 procent van de overwegend islamitische bevolking. Libanon kende vanouds een christelijke meerderheid. In 1894 was ruim 60 procent van de bevolking christen - nu is dat nog 30 procent.
In Irak bleef het percentage christenen decennialang stabiel. Sinds 2003 daalde hun aantal echter sterk, doordat de meeste christenen vanwege de politieke situatie naar Syrië, Jordanië en het Westen vluchtten. In 2000 was nog zo'n 3 procent van de bevolking christen (700.000), in 2012 is dat naar schatting 0,1 procent.
In Jordanië nam het percentage christenen af van 9,06 procent in 1914 tot 3,6 procent nu. Voor Syrië liggen die cijfers op respectievelijk 10,13 en 6,4 procent. In Egypte is de daling van het aantal christenen (Kopten) het kleinst: van 8,14 procent in 1907 tot 5,5 procent in 2012.
De Duitse Midden-Oosten-deskundige Udo Steinbach noemt vier politieke algemene omstandigheden die verband houden met de slechte positie van de christenen in de regio:
- Het nationalisme, dat na de Eerste Wereldoorlog sterker is geworden in de regio;
- De stichting van de staat Israël en de rol van het Westen in het Midden-Oostenconflict;
- Het verval van de centrale autoriteit van de staat (bijvoorbeeld in Irak);
- En de daardoor steeds groter wordende rol van radicaal-islamitische krachten.

Volgens de Britse schrijver William Dalrymple lijden christenen in het Midden-Oosten vooral omdat ze dezelfde godsdienst hebben als de Verenigde Staten en Europa. Hoe meer het Westen wordt gezien als vijand van de islam, hoe moeilijker het voor christenen is om in het Midden-Oosten te wonen. Een vergelijking wordt gemaakt met de Joods exodus uit het Midden-Oosten tussen 1948 en 1973. Regelmatig wordt kritiek geuit op de passieve houding van het Westen en ngo's, wanneer het gaat om de vervolging van christenen in het Midden-Oosten.
Door de Arabische Lente is in Egypte maar vooral in Syrië het klimaat voor christenen aanzienlijk verslechterd vanaf 2012. In Syrië zijn christenen veelal het doelwit van salafistische en wahabistische terreur.
Christelijke gemeenschappen waren in 2016 ook het doelwit van Islamitische Staat